# Schendylops mesopotamicus
Schendylops mesopotamicus är en mångfotingart som först beskrevs av Pereira 1981.  Schendylops mesopotamicus ingår i släktet Schendylops och familjen småjordkrypare. Inga underarter finns listade i Catalogue of Life.